# 梅日杜列琴斯克區

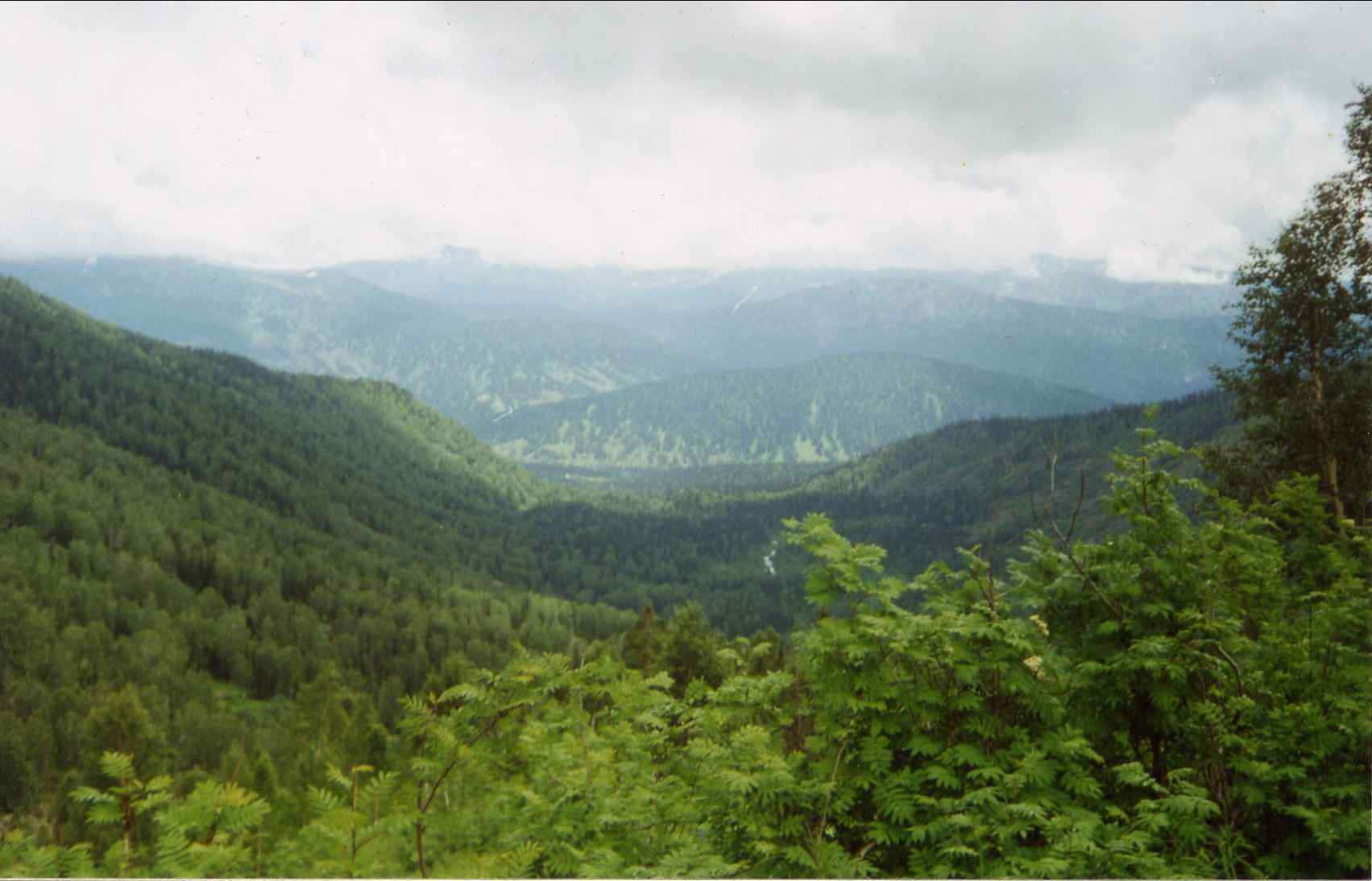

53°41′10″N 88°03′50″E / 53.686°N 88.064°E
梅日杜列琴斯克區（俄语：Междуреченский район），是俄羅斯的一個區，位於該國南部，由科麥羅沃州負責管轄，而首府設於梅日杜列琴斯克，2010年該地區人口2,268。